# 川上秋月
川上 秋月（かわかみ しゅうげつ、1873年3月7日 - 1943年11月20日）は、新派の俳優・噺家・講釈師・寄席芸人。本名：平井 芳之助。

## 経歴
元は壮士芝居出身。何時頃、川上音二郎の弟子になったか不明。1892年には既に川上元次郎の名で書生俄をやっていた。それ以前には1888年11月に落語家の初代笑福亭福松の門下で勢楽と名乗っている。
その後二世曽呂利新左衛門の門下で活動していたようだが確証する史料がない。1906年頃には東京で4代目柳亭左楽の門下になっている。
寄席での演目は『新講談』『お題噺』（客席からお題を貰い噺を作る）等で風変わりな色物で人気があった。
昭和に入り寄席にも出演記録がなく1932年頃引退以降は消息も不明になっている。